# Schwarmbeben in Westböhmen und im Vogtland

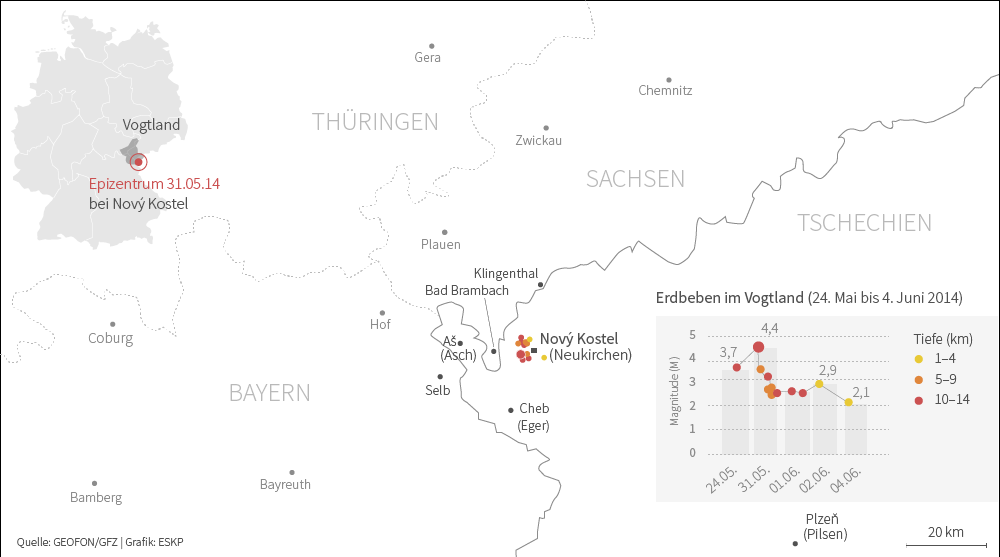
Auftreten der Schwarmbeben im Jahr 2014

Die Schwarmbeben in Westböhmen und im Vogtland sind Serien vieler schwacher bis mittelstarker Erdbeben, die über mehrere Wochen oder Monate hinweg auftreten. Sie kommen vor allem im Gebiet um die tschechische Gemeinde Nový Kostel vor und wurden bereits im Mittelalter beschrieben. Untersuchungen zeigen, dass die Bewegungen von Wasser und Gasen in tiefen Gesteinsschichten eine Schlüsselrolle bei der Entstehung der Erdbebenschwärme spielen.

## Geschichte

### Auftreten

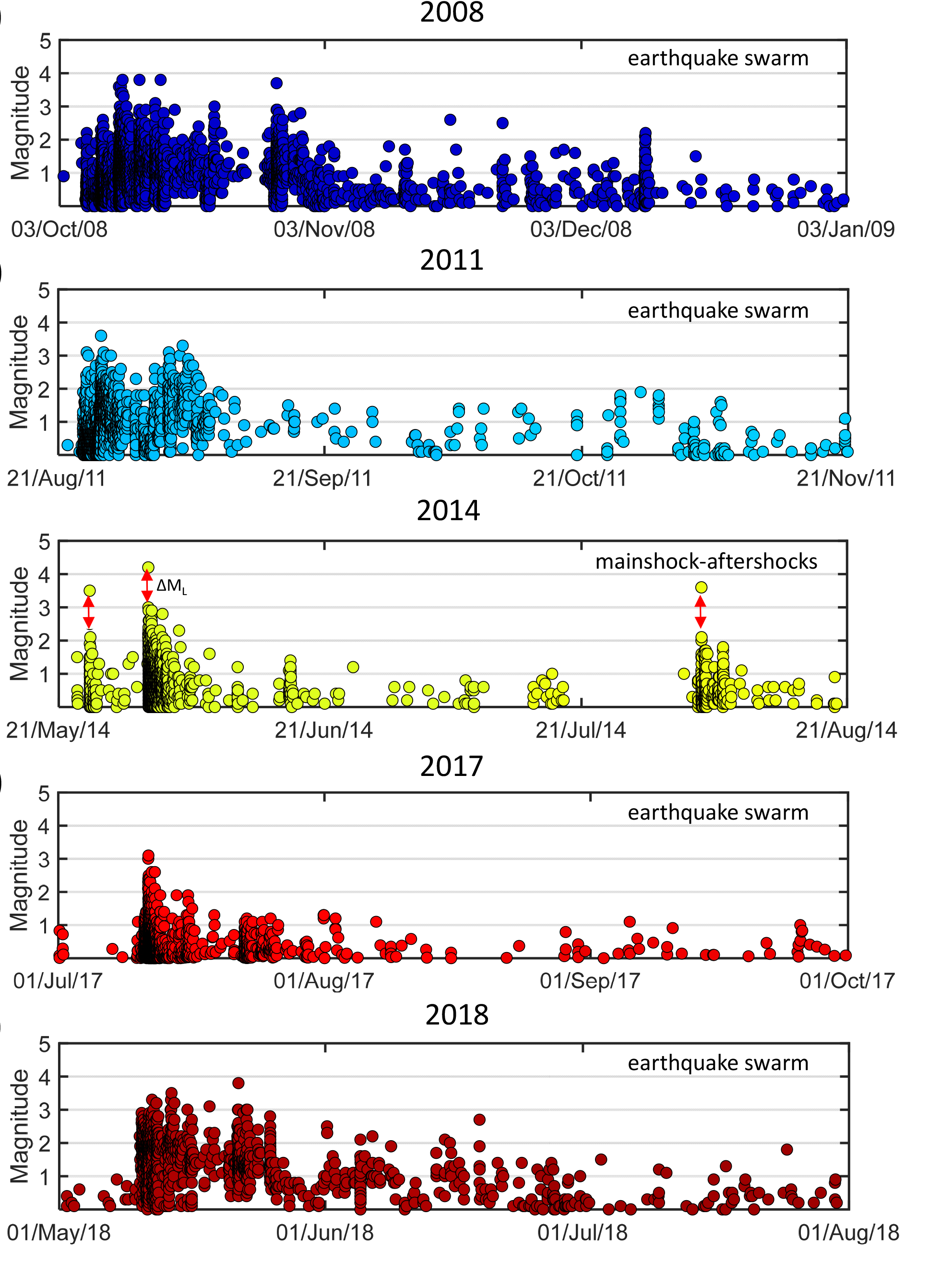
Magnitude-Zeit-Diagramme bedeutender seismischer Sequenzen im Zeitraum von 2008 bis 2018. Die seismische Aktivität weist im Jahr 2014 eher ein Hauptbeben-Nachbeben-Muster auf, da der Magnitudenunterschied zwischen den beiden stärksten Ereignissen in den einzelnen seismischen Phasen größer als 1 ist. Bei den anderen Beben sind die Magnitudendifferenzen zwischen den stärksten Ereignissen weniger ausgeprägt.

Schwarmbeben im Gebiet Westböhmen-Vogtland sind seit Jahrhunderten bekannt und wurden erstmals im Mittelalter erwähnt. Ab dem frühen 19. Jahrhundert wurden die Auswirkungen von Erdbeben in der Region systematisch dokumentiert. Eine der frühesten detaillierten Beschreibungen stammt aus dem Jahr 1824, als die Hartenberger Schwarmbeben im Vogtland auftraten und erstmals der wissenschaftliche Begriff „Schwarmbeben“ eingeführt wurde, um diese lang andauernden Ereignisse von meist geringer Intensität zu beschreiben. Im 20. Jahrhundert gab es zahlreiche Schwärme mit lokal starken Beben, die Magnituden bis ML 5 erreichten, darunter Ereignisse in den Jahren 1875 und 1908. Das stärkste instrumentell gemessene Beben ereignete sich während eines Schwarmereignisses 1985/86 und erreichte eine Magnitude von ML 4,6. Besonders aktiv ist das Gebiet um Nový Kostel.
Weitere bedeutende Ereignisse gab es in den Jahren 1997, 2000, 2008, 2011, 2014 und 2017. Ein besonders bemerkenswerter Schwarm ereignete sich im Mai 2018, als über 4000 Erdbeben mit Magnituden zwischen ML 0,5 und ML 3,8 registriert wurden. Das Ereignis begann als typischer Schwarm, gekennzeichnet durch eine allmähliche Freisetzung seismischer Energie ohne ein dominantes Hauptbeben. Im Verlauf der Aktivität änderte sich jedoch der Charakter, und es entwickelte sich eine Abfolge von Hauptbeben mit räumlich und zeitlich überlappenden Nachbeben. Solch ein Übergang von Schwarmbeben zu einer Hauptbeben-Nachbeben-Sequenz ist für die Region ungewöhnlich.

### Überwachung
Die instrumentelle Beobachtung seismischer Aktivitäten begann 1903 mit der Errichtung von Stationen in Leipzig, Moxa und Göttingen. Im Vogtland wurde 1962 mit der Mikroseismik-Überwachung begonnen. Wesentliche Verbesserungen in der seismischen Aufzeichnung erfolgten während des Schwarmbebens 1985/86 mit der Installation der Stationen VAC und TIS sowie NKC im Jahr 1989, die 1994 zum Kern des WEBNET-Netzwerks wurde. Stand 2025 besteht WEBNET aus 24 seismischen Stationen. Zwischen 1991 und 2008 war auch das Kraslice-Netzwerk in Betrieb. Die weiter gefasste Region mit erhöhter Erdbebenaktivität wird durch das sächsische Netzwerk SXNET und das Bayerische Seismologische Netzwerk überwacht. Temporäre Mikronetzwerke, wie etwa während des Schwarmbebens 2008, ergänzten diese Monitoring-Systeme.
Seit 2015 koordiniert das Helmholtz-Zentrum für Geoforschung (GFZ) ein Wissenschaftskonsortium, das sich zum Ziel gesetzt hat, die Empfindlichkeit seismischer Überwachungsnetze zu verbessern und ein dauerhaftes Überwachungsprogramm für die Region einzurichten. Beteiligt sind neben weiteren deutschen Institutionen, wie den Universitäten Potsdam und Leipzig, auch internationale Partner, darunter die Karls-Universität Prag und die Akademie der Wissenschaften der Tschechischen Republik, die Universität Aarhus in Dänemark sowie der United States Geological Survey. Im Jahr 2016 erhielt das ICDP-Projekt „Drilling the Eger Rift: Magmatic fluids driving the earthquake swarms and the deep biosphere“ die offizielle Bewilligung. Im Rahmen des Projekts wurden mehrere Bohrungen durchgeführt, um Fluidanalysen sowie die seismische Überwachung zu ermöglichen. Eine zentrale Maßnahme war eine Mofettenbohrung im Egerbecken in Tschechien, die im September 2019 abgeschlossen wurde. Mit einer Tiefe von 239 Metern ist sie Teil eines Fluid-Observatoriums, das kontinuierlich isotopische Daten des Kohlendioxides (CO2) sowie die Flüsse und chemische Zusammensetzung der Fluide aufzeichnet. Zudem wurden in weiteren Bohrungen seismologische Sensoren in Tiefen von bis zu 400 Metern installiert. Die Bohrung bei Landwüst wurde durch ein Netz aus 15 hochsensiblen Oberflächenstationen ergänzt. Die Einrichtung dieser dreidimensionalen seismologischen Antenne stellt eine weltweit einzigartige Konfiguration dar und ermöglicht neue Untersuchungsmethoden für Schwarmbeben. Die gewonnenen Daten werden kontinuierlich gesammelt und sind über das GEOFON-Datenportal des GFZ öffentlich zugänglich. Sie stehen der wissenschaftlichen Gemeinschaft für die Analyse von Mikroerdbeben und weiteren geophysikalischen Prozessen zur Verfügung.

## Tektonische Gegebenheiten

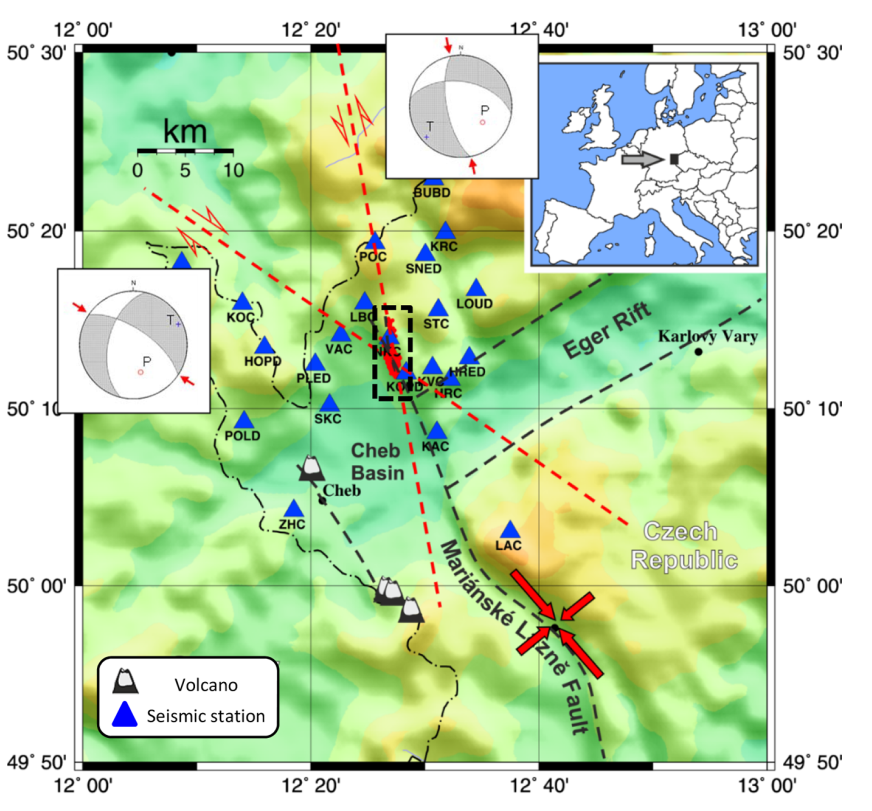
Karte der Erdbebenherde für den Zeitraum 2008–2018 mit tektonischen Störungen (gestrichelte schwarze Linien) und Standorten von Messstationen (blaue Dreiecke). Die Erdbebenherde sind als rote Punkte dargestellt. Die Strich-Punkt-Linie kennzeichnet die Grenze zwischen Deutschland und Tschechien. Zudem sind für die Region typische Herdflächenlösungen dargestellt; die roten Pfeile zeigen die Orientierung der Hauptspannungsachsen an.

Die Region Westböhmen-Vogtland liegt im westlichen Teil des Böhmischen Massivs. In der Region treffen drei strukturelle Einheiten aufeinander: das Saxothuringikum im Nordwesten, die Teplá-Barrandian-Zone im zentralen Bereich und das Moldanubikum im Südosten (siehe Variszische Orogenese). Das Gebiet ist geprägt durch den Egergraben, einen etwa 300 km langen und 50 km breiten tektonischen Grabenbruch, der Teil des Europäischen Kenozoischen Riftsystems ist. Die Marienbader Störung ist eines der bedeutendsten tektonischen Elemente in der Region und verläuft entlang des östlichen Randes des Egergabens. Zusätzlich liegt die Region am Schnittpunkt mit der Leipzig-Regensburg-Störungszone, einer nord-südlich verlaufenden seismisch aktiven Struktur. Dieser Bereich ist durch zahlreiche Verwerfungen charakterisiert.
Die Region ist von Vulkanismus aus dem Tertiär und Quartär geprägt und weist zahlreiche trockene und feuchte Mofetten sowie Mineralquellen auf.

## Charakteristik
Obwohl die seismischen Ausbrüche in Westböhmen-Vogtland allgemein als Erdbebenschwärme bezeichnet werden, ist ihr tatsächlicher Charakter nicht eindeutig geklärt und weiterhin Gegenstand wissenschaftlicher Diskussionen. So wurde der Schwarm im Jahr 2000 als eine Abfolge überlappender Hauptbeben-Nachbeben-Sequenzen beschrieben, während die Schwärme von 2008 und 2011 als eine Reihe kurzer Schwärme mit jeweils einem oder mehreren deutlich erkennbaren Hauptbeben charakterisiert wurden. Die seismische Aktivität im Jahr 2014 bestand hingegen aus drei klar definierten Hauptbeben-Nachbeben-Sequenzen. Jede seismische Aktivität – egal ob als Schwarm oder nicht – führt dazu, dass sich die Störungszone um Nový Kostel verändert. Beim Erdbebenschwarm von 2018 zeigte sich, dass sich nicht nur die Art der Erdbeben veränderte, sondern auch verschiedene Bruchstellen der Verwerfung innerhalb von nur zwei Wochen aktiv wurden. Diese schrittweise Aktivierung könnte das zukünftige Auftreten von Erdbeben beeinflussen, zum Beispiel indem sie die Wahrscheinlichkeit für ein stärkeres Beben erhöht.
Die Schwarmbeben in der Region treten typischerweise in Tiefen von etwa 6 bis 11 km auf. Die Verteilung der Erdbebenherde weist auf eine komplexe Geometrie des Verwerfungssystems hin. Die Seismizität wanderte in der Zeit zwischen 2008 und 2018 von Süden nach Norden, wobei verschiedene seismische Sequenzen entlang unterschiedlicher Subverwerfungen auftraten. Die Schwärme von 2008, 2011 und 2017 aktivierten drei ähnlich ausgerichtete Subverwerfungen, die durch Lücken und Versätze getrennt waren. Die Barriere zwischen den 2008 und 2011 aktivierten Segmenten wurde 2014 durchbrochen, während die Lücke zwischen den 2011 und 2017 aktivierten Segmenten während des Schwarms von 2018 geschlossen wurde.

## Ursache der Beben

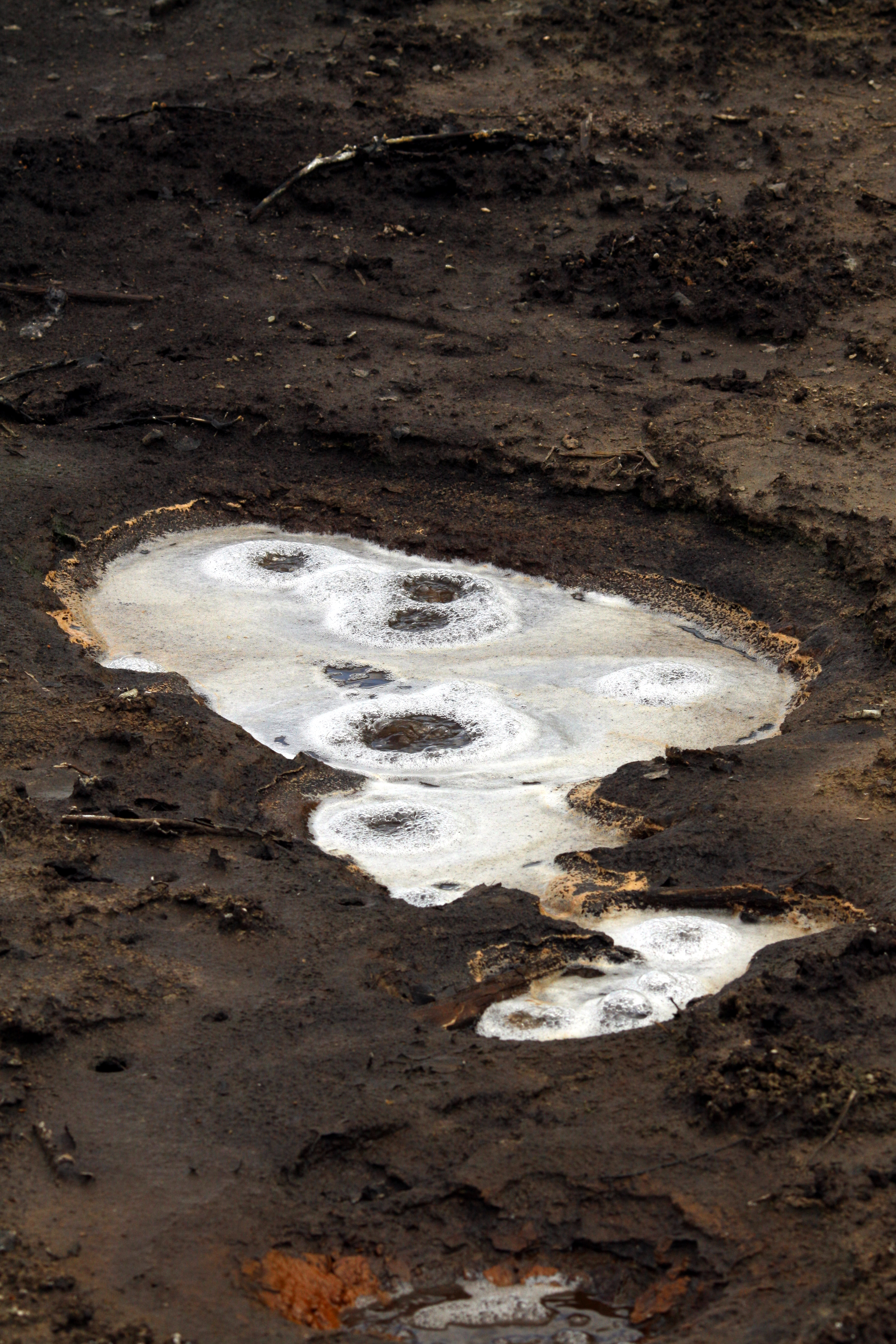
Mofette im Soos (Tschechien)

Die genaue Ursache der Schwarmbeben ist noch unklar, jedoch wird vermutet, dass sich im tieferen Untergrund des Egergrabens eine Magmakammer entwickelt. Gasaustritte an der Erdoberfläche, sogenannte Mofetten, deren ungewöhnliche Zusammensetzung auf eine tief liegende Quelle hinweist, deuten auf Entgasungen aus einer solchen Magmakammer hin. Diese Gase sammeln sich unter einer abdichtenden Schicht, wodurch der Druck kontinuierlich ansteigt. Sobald das Gestein dem wachsenden Druck nicht mehr standhält, kommt es zu Brüchen, die die Schwarmbeben auslösen.
Die Erdbebenschwärme in der Region Westböhmen-Vogtland sind eng mit der Bewegung von Gasen und Flüssigkeiten tief unter der Erdoberfläche verbunden. Magnetotellurische Untersuchungen haben gezeigt, dass schmale, senkrechte Kanäle in der Erdkruste verlaufen, die als Wege für diese Fluide dienen. Diese Kanäle reichen aus großer Tiefe bis nahe an die Oberfläche und stehen mit aktiven Störungszonen in der Region in Verbindung. Besonders auffällig ist ein solcher Kanal in der Nähe der Erdbebenregion um Nový Kostel. Er erstreckt sich von der Oberfläche bis in Tiefen von etwa 20 Kilometern und verbindet möglicherweise ein tiefes Reservoir mit der Oberfläche. Diese Fluide enthalten unter anderem CO2, das aus dem Erdmantel aufsteigt. Wenn diese Gase entlang von Störungen aufsteigen, können sie den Druck in den Gesteinsporen erhöhen und dadurch Erdbeben auslösen. Ein weiterer auffälliger Kanal wurde im Süden der Region entdeckt. Dieser steht an der Oberfläche in Zusammenhang mit alten vulkanischen Strukturen, wie dem Mýtina-Maar und dem Vulkan in Bad Neualbenreuth. Ein wichtiger Faktor ist auch eine Zone in etwa 10 Kilometern Tiefe, in der sich das Verhalten von Wasser und CO2 verändert. Dort wandeln sich die Fluide von einer flüssigen zu einer gemischten Phase aus Flüssigkeit und Gas. Diese Veränderung scheint direkt mit den Orten zusammenzuhängen, an denen die meisten Erdbeben auftreten.
Die magmatischen Intrusionen steigen aus 25 bis 80 Kilometern Tiefe Richtung Oberfläche auf. Es gibt Indizien dafür, dass die Magmen bis in die Tiefen der Schwarmbebentätigkeiten aufsteigen könnten, also in elf bis sechs Kilometer. Aussagen darüber, ob der Region zukünftig eine Gefährdung durch Vulkanismus droht, können nach derzeitigem Forschungsstand nicht getroffen werden.